# Anja Zobrist Rentenaar
Anja Zobrist Rentenaar (geboren 1969 in Bern) ist eine Schweizer Diplomatin und war von 2020 bis 2023 Botschafterin der Schweiz in Finnland.

## Werdegang
Anja Zobrist Rentenaar hat Volkswirtschaft und Politologie an der Universität Bern und Europarecht am Europakolleg in Brügge (Belgien) studiert. 1995 trat sie ins damalige Bundesamt für Aussenwirtschaft ein, wo sie in der Europa-Abteilung tätig war. Sie arbeitete anschliessend als Mitarbeiterin in der Schweizer Botschaft in Jakarta (Indonesien). Zurück in Bern bereitete sie den Beitritt der Schweiz zu den Vereinten Nationen mit vor und wechselte 2003 als Botschaftsrätin nach New York zur Schweizer Mission bei der UNO. Im Anschluss war sie als Regionalkoordinatorin für Subsahara-Afrika im Eidgenössischen Departement für auswärtige Angelegenheiten (EDA) tätig. Von 2011 bis 2016 amtete Zobrist Rentenaar als stellvertretende Botschafterin der Schweiz in Den Haag (Niederlande), von 2016 bis 2020 war sie in gleicher Funktion in der Schweizer Botschaft in Ottawa (Kanada) beschäftigt.
Von 2020 bis 2023 war Anja Zobrist Rentenaar Botschafterin der Schweiz in Finnland.
Anja Zobrist Rentenaar ist verheiratet und hat drei Töchter.